# Carlos Lamadrid Hernández
Carlos Lamadrid Hernández (Guadalajara, Jalisco, México, 23 de agosto de 1985) es un esquiador acuático.
Es el mayor de 3 hermanos. Es esquiador acuático desde los 3 años de edad. Carlos ha sufrido fracturas de tibia, peroné, fémur y rodilla, sin embargo, ha logrado superar cada una de las lesiones. Durante su juventud sobresale su medalla de bronce en el Campeonato Mundial Juvenil Chile 2003 en la modalidad de Overall, campeón de slálom y figuras en el Jr. Moomba Masters Melbourne Australia 2004. Atleta seleccionado para el premio luchador Olmeca en 2003. Sus logros más recientes son:

## Logros
- 2010 - Poseedor del récord nacional mexicano (2 boyas a 10,25 m).
- 2011 - Medalla de bronce en Juegos Panamericanos Guadalajara 2011.
- 2012 - Campeón Latinoamericano en Lima, Perú.
- 2018 - 3er lugar Campeonato Panamericano, Santiago, Chile.
- 2019 - Medalla de bronce en Juegos Panamericanos Lima 2019.